# تاتسويا إتو
تاتسويا إتو (26 يونيو 1997 بطوكيو في اليابان - ) (بالكانا:イトウ タツヤ) هو لاعب كرة قدم ياباني في مركز الهجوم. لعب مع نادي هامبورغ.

## وصلات خارجية
- تاتسويا إتو على موقع رابطة كرة القدم اليابانية للمحترفين (اليابانية)
- تاتسويا إتو على موقع قاعدة بيانات كرة القدم.إي يو (الإنجليزية)
- تاتسويا إتو على موقع Soccerway.com (الإنجليزية)
- تاتسويا إتو على موقع عالم كرة القدم.نت (الإنجليزية)